# Détente
Détente (phát âm tiếng Pháp: [detɑ̃t], có nghĩa là "thư giãn") là sự nới lỏng các mối quan hệ căng thẳng, đặc biệt là trong một tình huống chính trị. Thuật ngữ này bắt nguồn từ thời Triple Entente và Entente cordiale liên quan đến việc giảm bớt căng thẳng giữa Anh và Pháp, sau đó là chính trị hỗn loạn dưới sự cai trị của Norman, đã chiến đấu với các đối thủ trong một thiên niên kỷ tốt hơn nhưng theo chính sách của détente trở thành đồng minh lâu dài.
Trong bối cảnh Chiến tranh Lạnh, việc giảm bớt căng thẳng giữa Đông và Tây, cùng với cải cách trong nước ở Liên Xô, đã cùng nhau làm việc để đạt được sự chấm dứt của chủ nghĩa cộng sản ở Đông Âu và cuối cùng là Liên Xô.

## Chiến tranh lạnh
Thuật ngữ này thường được sử dụng để ám chỉ đến giai đoạn hạ nhiệt căng thẳng giữa Hoa Kỳ và Liên Xô; đó là sự giảm bớt sự cạnh tranh trên nhiều lĩnh vực giữa hai siêu cường lớn trong Chiến tranh Lạnh. Nó bắt đầu vào năm 1969, và được xem như là một yếu tố nổi bật trong chính sách đối ngoại của tổng thống Mỹ Richard Nixon, trong nỗ lực tránh xảy ra những rủi ro về vũ khí hạt nhân. Chính quyền Nixon đã thúc đẩy đối thoại một cách tích cực hơn với chính phủ Liên Xô, bao gồm các cuộc họp và đàm phán thượng đỉnh thường xuyên về kiểm soát vũ khí và các hiệp định song phương khác. Détente was known in Tiếng Nga as разрядка (razryadka, loosely meaning "relaxation of tension").
Thời kỳ này được đặc trưng bởi việc ký kết các hiệp ước như SALT I và Hiệp định Helsinki. Một hiệp ước khác, START II, đã được thảo luận nhưng chưa bao giờ được Hoa Kỳ phê chuẩn. Vẫn còn nhiều cuộc tranh luận giữa các nhà sử học về việc thời kỳ détente thành công như thế nào trong việc đạt được hòa bình.